# Silence, on tue ! (roman)
Ne doit pas être confondu avec Silence, on tue !.
Silence, on tue ! est un roman américain écrit par William Arden et M. V. Carey, publié en France sous la signature théorique d'Alfred Hitchcock pour des motifs publicitaires et de marketing.
Le roman fait partie de la série policière pour adolescents Les Trois Jeunes Détectives.

## Résumé
Peter est chargé par son père, créateur d'effets spéciaux, d'amener un gadget sur le tournage d'un film d'horreur à venir. C'est pour être mis au courant de la disparition de la vedette du film, Diller Rourke. Bien que le film s'avère être un « navet », les trois détectives se mettent sur la piste de l'enlèvement. Mais c'est pour se rendre compte que cette enquête cache des phénomènes bien plus étranges et surnaturels qu'il n'y paraît...
Ils découvriront, entre autres, un détective extralucide qui écoute les cristaux lui parler, un producteur qui n'aime pas le film qu'il finance, un vampire bien étrange, une maison jonchée de bouts de verre sans aucune fenêtre brisée, etc. L'enquête va se révéler plus risquée que prévu...

## Remarques
- Ce livre a été publié aux éditions Hachette en France, et a été écrit par William Arden et M.V. Carey.
- À l'instar de nombreux autres tomes de la collection, ce roman fait plonger les trois héros dans l'univers du cinéma, comme un mise en abyme d'Hitchcock.
- On ne voit pas apparaître Alfred Hitchcock ni Louise Michel dans ce volume, car il a été écrit après sa mort.